# Johann Rudolph Christiani

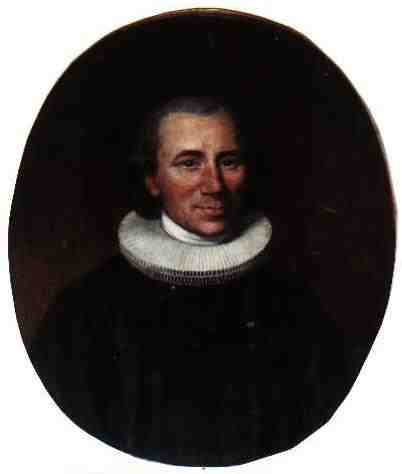
Johann Rudolph Christiani.

Christoph Johann Rudolph Christiani, född den 15 april 1761 i närheten av Eckernförde, död den 6 januari 1841 i Lüneburg, var en dansk-tysk pedagog. Han var far till Rudolf Christiani.
Christiani blev 1793 tysk hovpredikant i Köpenhamn och öppnade där 1795 ett "opdragelsesinstitut", som snart blev vida berömt och vilket huvudsakligen hade till ändamål att meddela lärjungarna en allmänt mänsklig bildning. Undervisningen, som försiggick både på danska och på tyska, var indifferent såväl i nationellt som i religiöst avseende. År 1810 flyttade Christiani till Tyskland och dog som superintendent emeritus.